# Veiholmen
Veiholmen este o localitate din comuna Smøla, provincia Møre og Romsdal, Norvegia, cu o suprafață de 0,25 km² și o populație de 325 locuitori (2013).